# Nils Andersson (Lilliehöök)
Nils Andersson (Lilliehöök) till Fårdala och Nyby, född 12 juli 1561, död 24 december 1618 på Riseberga i Edsbergs socken, Närke, var en svensk ämbetsman.

## Biografi
Nils Andersson föddes 1561. Han var son till Anders Pedersson (Lilliehöök) av adelsätten Lilliehöök och Anna Ribbing.
En av källorna till Nils Anderssons liv är den likpredikan som hölls över honom, men flera uppgifter i den kan inte bekräftas i andra källor.
Han var enligt likpredikan uppgift Johan III:s kammarjunkare 1583, och upptogs 1586 i register över Sveriges adel. Nils Andersson bevistade riksdagen 1590 i Stockholm, och utnämndes till häradshövding i Kållands härad i Västergötland 28 april 1590, vilket stadfästes 13 juli 1594.
Han hade en rad prestigefyllda uppdrag: legat i Polen, ledamot i rätten i Jönköping (1599), kammarråd (1605), riksråd samma år, hovrättsråd i Svea hovrätt (1614). Likpredikan uppger att han var ståthållare på Älvsborg, vilket dock i övrigt är obelagt, och senare litteraturs påstående att han skall ha utsetts till detta år 1600 är troligen felaktig. 1603 var han en av tre svenska sändebud som tillsammans med danska kollegor avgjorde en mängd gränstvister längs. År 1617 avskedades han från kammarrådsämbetet. Han dog 1618 på Riseberga i Edsbergs socken under en resa till ett möte med danskarna och ligger begraven jämte sin första fru 21 mars 1619 i familjegraven i Åsle kyrka.
Nils Andersson satt 1606 i rätten över ärkebiskopen Abraham Angermannus och var 30 oktober 1611 närvarande i Nyköping vid kung Karl IX:s död. I slutet av 1611 skickades han till Gävle att taga hyllningseden åt konung Gustav II Adolf, året därefter till Åbo och Viborg i samma ärende.

### Familj
Nils Andersson gifte sig första gången 13 september 1590 på slottet Tre Kronor i Stockholm, då konung Johan III höll bröllopet, med Brita Knutsdotter (Hand) (död 1608), dotter till fältöversten Knut Håkansson (Hand) och Märta Arvidsdotter (Drake). De fick tillsammans barnen Anders Lilliehöök (död 1629–1630), Anna Lilliehöök (1595–1667) som var gift med assessorn Chrisman Lillie af Greger Mattssons ätt, rikstygmästaren Johan Lilliehöök (1598–1642) och landshövdingen Knut Lilliehöök (1603–1664).
1. Agneta Lilliehöök (död 1702), gift med Gustaf Abraham Örnevinge till Högsboholm.

Nils Andersson gifte sig andra gången 10 augusti 1618 med friherrinnan Karin Oxenstierna, dotter till ståthållaren, friherre Erik Gabrielsson Oxenstierna och friherrinnan Bengta Karlsdotter (Gera). Karin överlevde maken och dog 19 januari 1629.